# 무라이 카즈사
무라이 카즈사(일본어: 村井かずさ, 1975년 12월 28일 ~ )는 일본의 성우이다.

## 출연 작품

### TV 애니메이션
1997년
- 마하 Go Go Go(카자미 마이)

1998년
- 데빌맨 레이디(타키자와 카즈미)

2000년
- 방가방가 햄토리(리본짱)
- 디지몬 어드벤처 02
- 보이즈 비(닛타 치하루)

2001년
- 기동천사 엔젤릭 레이어(마리아)

2002년
- 미루모데퐁(야마네, 와무로단)
- 풀 메탈 패닉!(그레이)
- 하이바네 연맹(네무)
- 기강선녀 로우란(텐도 유우)

2003년
- 신나는 과학 어드벤쳐 아하! 그렇구나(피그루, 미오)
- 무적뱅커 크로켓(포)

2004년
- 이크(로제타)

2005년
- 은반 칼레이도스코프(시토 쿄코)

2006년
- 유성의 록맨(케페우스)
- 제가페인(이조라)

2007년
- 하야테처럼(하야테 엄마)
- 꼬마여신 카린(이미영)
- 캐릭캐릭 체인지(아무 엄마)
- 기신대전 기간틱 포뮬러(유가미다니 유미카)

### 인터넷
2001년
- 마법유희(뮤뮤)